# Бланк, Ребекка Маргарет
Ребекка Маргарет Бланк (англ. Rebecca Margaret Blank; 19 сентября 1955, Колумбия, Миссури — 17 февраля 2023, Мадисон) — американский экономист.

## Биография
Бакалавр (1976) Миннесотского университета; доктор философии (1983) Массачусетского технологического института. Преподавала в Принстоне (1983—1989), Северо-Западном (1989—1999) и Мичиганском (с 1999) университетах. Возглавляла Школу государственной политики Мичиганского университета.
Умерла 17 февраля 2023 года.

## Основные произведения
- «Динамика рынка труда и неполная занятость» (Labor Market Dynamics and Part-time Work, 1998);
- «Измерение расовой дискриминации» (Measuring Racial Discrimination, 2004, в соавторстве с М. Дабади и К. Цитро).